# Merola (Llucmajor)
Merola és una possessió del terme de Llucmajor, Mallorca. Està situada a la Marina de Llucmajor, a la carretera que uneix Llucmajor amb s'Estanyol de Migjorn.
El primer propietari conegut fou Pere Gerald del 1346. En el segle xv era una pertinença de la família Mas i en el segle xvi passà als Sanglada de la branca dels Sureda. El 1818 la possessió havia passat a mans de Josep Togores Sanglada i tenia una superfície de 342 quarterades, de les quals 142 es dedicaven a cereals. Altres cultius, com la figuera, l'ametler i la figuera de moro, ocupaven 2,5 quarterades; tota la resta era garriga. Actualment hi ha uns grans hivernacles que produeixen hortalisses.

## Les cases
La façana principal de les cases, situades en un lloc elevat, és de traça noble, amb el portal centrat i flanquejat per finestres repartides simètricament; la teulada és de dos aiguavessos.

## Restes arqueològiques
Hi ha restes d'un talaiot de planta circular i d'una naveta d'habitació (Poblat talaiòtic de Merola).